# Église Saint-Martin de La Jonchère
Pour les articles homonymes, voir Église Saint-Martin-de-Vertou et Église Saint-Martin.
L’église Saint-Martin est une église située à La Jonchère, en Vendée.

## Histoire
L'édifice date du XVIIe siècle.
Il est inclus dans la paroisse catholique Notre-Dame de Lumière ; des messes y sont toujours célébrées au début du XXIe siècle.